# Радуга Live
«Радуга Live» — концертный альбом российской рок-группы «Элизиум». Основу альбома составляет запись двухдневного выступления группы в ноябре 2006 года в московском клубе «Точка». Участие в концерте, посвящённом 11-летию «Элизиума», приняли в качестве приглашённых гостей разные рок-исполнители, такие как Дмитрий Спирин из группы «Тараканы!», Анна Куликова из группы «КуБа», бывшая вокалистка «Элизиума» Ксения Сидорина («Блондинка КсЮ») и другие. На записи «Радуги Live» прозвучала пара новых песен «Элизиума», а также несколько уже известных композиций группы в новом исполнении. В одном из интервью музыканты «Элизиума» называют этот альбом первым концертным релизом за более чем десятилетнюю историю группы, игнорируя альбом «Глупый стёб, попса... и никаких революций!» 2000 года.
Концертный альбом «Радуга Live» был выпущен 1 мая 2007 года на компакт-дисках лейблом «АиБ Records». Презентация альбома состоялась 18 мая в рамках концерта группы «Элизиум» в московском клубе «Тень». Мультипортал KM.RU в своей рецензии назвал «Радугу Live» одним из лучших концертных альбомов российской панк-сцены.
15 сентября 2008 года «АиБ Records» выпустил видеоальбом «Радуга Live», представляющий собой видеозапись того же концерта на DVD и дополнительно укомплектованный CD «Радуга Live» 2007 года.

## История записи
В 2006 году группа «Элизиум» отпраздновала своё 11-летие, проведя в честь него концерт в московском клубе «Точка» 22 и 23 ноября. Оба дня велась многокаланьная аудио и видеозапись; длительность записанных песен в общем порядке составляла около шести часов, однако после дня рождения «Элизиума» участники группы ещё не могли сказать, планируется ли на основе записи концертный или видеоальбом. Во время сведения шестичасовых записей было получено 35 концертных композиций, 23 из которых и составили концертный альбом «Радуга Live». «Элизиум» упоминает, что на альбоме также планировался скрытый трек, но из-за ограниченности места на CD не вошёл туда, и группа сделала выбор в пользу видео-бонуса песни «Радуга». Все же не вошедшие на «Радугу Live» записанные композиции были запланированы «Элизиумом» для DVD-издания альбома.
На праздничном концерте присутствовало множество приглашённых участников (в частности, вокалистов) известных российских рок-групп, которые выступили в тот день на сцене вместе с «Элизиумом». Среди гостей также появилась бывшая вокалистка «Элизиума» Ксения Сидорина, участница собственного сольного проекта «Блондинка КсЮ», и исполнила песни «Дождь», «Солнце» и «Расскажите, птицы» (последняя не вошла на CD «Радуга Live»). Сайт Openmusic назвал едва ли не главным событием концерта появление Дмитрия Спирина, вокалиста панк-рок группы «Тараканы!» и хорошего приятеля музыкантов из «Элизиума». Помимо совместного исполнения нескольких песен, Спирин вручил «Элизиуму» подарок — выигранную «Тараканами!» премию RAMP за «Лучшую панк-рок группу 2006 года», признав, что победа его группы была незаслуженной. Анна Куликова из поп-рок группы «КуБа», до этого не раз выступавшая сессионной вокалисткой на концертах «Элизиума», исполнила немало песен на сцене в «Точке». Другими приглашёнными вокалистами панк-рок и ска-панк коллективов были Дмитрий Кежватов из группы Spitfire, Вячеслав Бирюков из группы Distemper, Андрей Шабаев из группы «Приключения Электроников», Дмитрий Судзиловский из группы «Тринадцатое Созвездие» и певец-гитарист группы «Ульи» Владимир Родионов, исполнивший собственную песню «На Марс», кавер-версию которой «Элизиум» включил в свой репертуар в 2004 году.

## О песнях
По этому альбому можно будет понять стилистику нашего будущего, уже студийного альбома — понять, куда в данный момент движется группа.
Среди 23-х концертных треков на альбоме присутствовало две новых песни. Заглавная композиция «Радуга» была исполнена одновременно на двух языках: первый куплет вокалист Александр Телехов пел на русском, второй — на украинском языке. Основатель и бас-гитарист «Элизиума» Дмитрий Кузнецов пояснил, что украинский, по их мнению, красиво звучал со второго куплета, тогда как первый куплет Александру Телехову было бы сложно петь на этом языке из-за большого количества слов. На том же праздничном концерте в «Точке» группа исполнила песню «Радуга» в акустическом варианте, уже полностью на русском языке; концертное видео с этим исполнением присутствует на альбоме «Радуга Live» в качестве бонуса. После выпуска альбома в 2007 году «Элизиум» заявил, что песня «Радуга» не будет перезаписана и останется в концертном варианте, однако в 2010 году её студийная версия была включена в альбом Greatest Hits (украиноязычная версия присутствует на макси-сингле «Найкращі співанки»). Другая же новая песня, исполненная единожды ранее «Сколько стоишь ты?», впоследствии так и не получила студийной записи. Эта мрачная, агрессивная композиция с надрывной манерой исполнения, обращённая к самодостаточному человеку, безразличному к судьбам других людей, являла собой первый шаг в творческом периоде «Элизиума», посвящённом социальным проблемам. Однако, несмотря на общую тематику, группа не сочла нужным записывать песню для макси-сингла «Дети-мишени/Дети-убийцы», выпущенного позднее в том же 2007 году, и даже не планировала включать её в последующий концептуальный альбом 13. «Должны, наверное, какие-то песни оставаться только в концертных вариантах» («Элизиум»).
Ряд старых песен «Элизиум» сыграл на концерте в акустических версиях — «Южная», «Колесо Сансары», «Слёзы-зеркала», «Космос», «Как бы всё?», «Волшебные деньги», «Я пришёл домой», «На Марс». В акустическом исполнении и с новыми аранжировками, некоторые из композиций сильно отличаются от своих оригинальных версий. Песня «Как бы всё?», к примеру, была сыграна в ритме диско (во вступлении к ней вокалист Александр Телехов говорит «Кто умеет, может комочки катать, как на дискотеке»); она и другие переосмысленные композиции («Южная», «Колесо Сансары», «Космос», «Волшебные деньги», «Я пришёл домой») были перезаписаны в свежих студийных версиях для альбома Greatest Hits. Помимо новых и акустических треков, на альбоме «Радуга Live» присутствует кавер-версия песни «Эх, дороги…», студийную версию которой «Элизиум» записал в 2006 специально для сборника «Мы победили!» и получил лестные отзывы слушателей, исполняя её на концертах.

## Список композиций
| №   | Название                                                | Длительность |
| --- | ------------------------------------------------------- | ------------ |
| 1.  | «Ярко горят»                                            | 3:41         |
| 2.  | «Море наступает»                                        | 1:54         |
| 3.  | «Радуга»                                                | 2:54         |
| 4.  | «Как Гоген» (при уч. Дмитрий «Сид» Спирин)              | 3:01         |
| 5.  | «Электричка» (при уч. Дмитрий «Сид» Спирин)             | 4:43         |
| 6.  | «Сколько стоишь ты?»                                    | 3:13         |
| 7.  | «Дождь» (при уч. Ксения «КсЮ» Сидорина)                 | 2:55         |
| 8.  | «Солнце» (при уч. Ксения «КсЮ» Сидорина)                | 2:14         |
| 9.  | «Оптимизм» (при уч. Андрей Шабаев)                      | 1:02         |
| 10. | «Алкогольная» (при уч. Дмитрий «Ватыч» Кежватов)        | 2:52         |
| 11. | «Южная»                                                 | 4:12         |
| 12. | «Колесо Сансары»                                        | 3:05         |
| 13. | «Слёзы-зеркала» (при уч. Анна Куликова)                 | 3:37         |
| 14. | «Космос» (при уч. Анна Куликова)                        | 3:21         |
| 15. | «Как бы всё?»                                           | 2:13         |
| 16. | «Волшебные деньги» (при уч. Вячеслав «Дацент» Бирюков)  | 3:46         |
| 17. | «Я пришёл домой»                                        | 3:21         |
| 18. | «На Марс» (при уч. Владимир «Wawan» Родионов)           | 1:56         |
| 19. | «Эх, дороги…»                                           | 3:54         |
| 20. | «Моё оружие» (при уч. Вячеслав «Дацент» Бирюков)        | 2:31         |
| 21. | «Не моя любовь»                                         | 3:15         |
| 22. | «Интересно» (при уч. Анна Куликова)                     | 3:51         |
| 23. | «Словно Будда» (при уч. Дмитрий «Судзуки» Судзиловский) | 3:52         |

| №  | Название                       | Длительность |
| -- | ------------------------------ | ------------ |
| 1. | «Радуга» (акустическая версия) | 2:57         |

## Участники записи
| Исполнители - Дмитрий «Дракол» Кузнецов — бас-гитара; - Александр «Пропеллер» Телехов — вокал, бэк-вокал; - Кирилл «Кира» Крылов — гитара; - Александр «Комар» Комаров — труба; - Алексей «Младшой» Кузнецов — ударные. Сессионные участники - Дмитрий «Сид» Спирин («Тараканы!») — вокал (треки 4, 5); - Ксения «КсЮ» Сидорина («Блондинка КсЮ») — вокал (треки 7, 8); - Андрей Шабаев («Приключения Электроников») — вокал (трек 9); - Дмитрий «Ватыч» Кежватов (Spitfire) — вокал (трек 10); - Анна Куликова («КуБа») — вокал (треки 13, 14, 22); - Вячеслав «Дацент» Бирюков (Distemper) — вокал (треки 16, 20); - Владимир «Wawan» Родионов («Ульи») — акустическая гитара, вокал (трек 18); - Дмитрий «Судзуки» Судзиловский («Тринадцатое Созвездие») — вокал (трек 23); - Егор Баранов — виолончель (треки 12, 14). | Производство - Музыка и слова — «Элизиум»; - Трек «Эх, дороги…» — музыка Анатолия Новикова, слова Льва Ошанина; - Треки «Электричка», «На Марс» — музыка и слова Владимира Родионова; - Звукорежиссёр — Сергей Мишанькин; - Сведение, мастеринг — студия «Гост Рекордс», Нижний Новгород, апрель—май 2007; - Монтаж концертного видео «Радуга» — Дмитрий «Седой»; - Обложка, дизайн — Роман Докукин, Алексей Корепов. |

## Видеоальбом «Радуга Live»
Концерт «Элизиума» в клубе «Точка» был изначально записан на видео, при этом из 35-и сведённых песен только 23 трека были выпущены в виде аудиоальбома. После выхода «Радуги Live» в мае 2007 года «Элизиум» неоднократно заявлял, что осенью будет выпущено видео-издание альбома на DVD. Таким образом, DVD «Радуга Live» мог стать первым видеоальбомом группы, однако в 2007 году его релиз не состоялся: в качестве своего первого видеоальбома «Элизиум» предпочёл выпустить DVD «Мир — а не война!», основанный на профессиональной записи концерта в честь 12-летия группы и изданный в апреле 2008 года. DVD «Радуга Live» же появился в магазинах 15 сентября этого года, укомплектованный CD-версией альбома.